# 쿠릴 열도

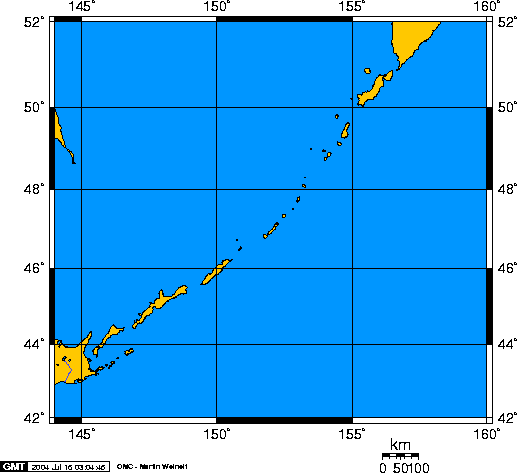
쿠릴 열도

쿠릴 열도(러시아어: Курильские острова, 영어: Kuril Islands, 문화어: 꾸릴 렬도)는 러시아의 캄차카반도에서 일본의 홋카이도까지 총 길이 약 1,300km에 걸쳐 뻗은 56개의 섬으로 구성되어 있는 러시아의 도서군이다. 오호츠크해와 북태평양을 가르는 위치에 펼쳐져 있다. 일본에서는 이 열도를 지시마 열도(일본어: 千島列島)라고 부른다.

## 자연과 주민

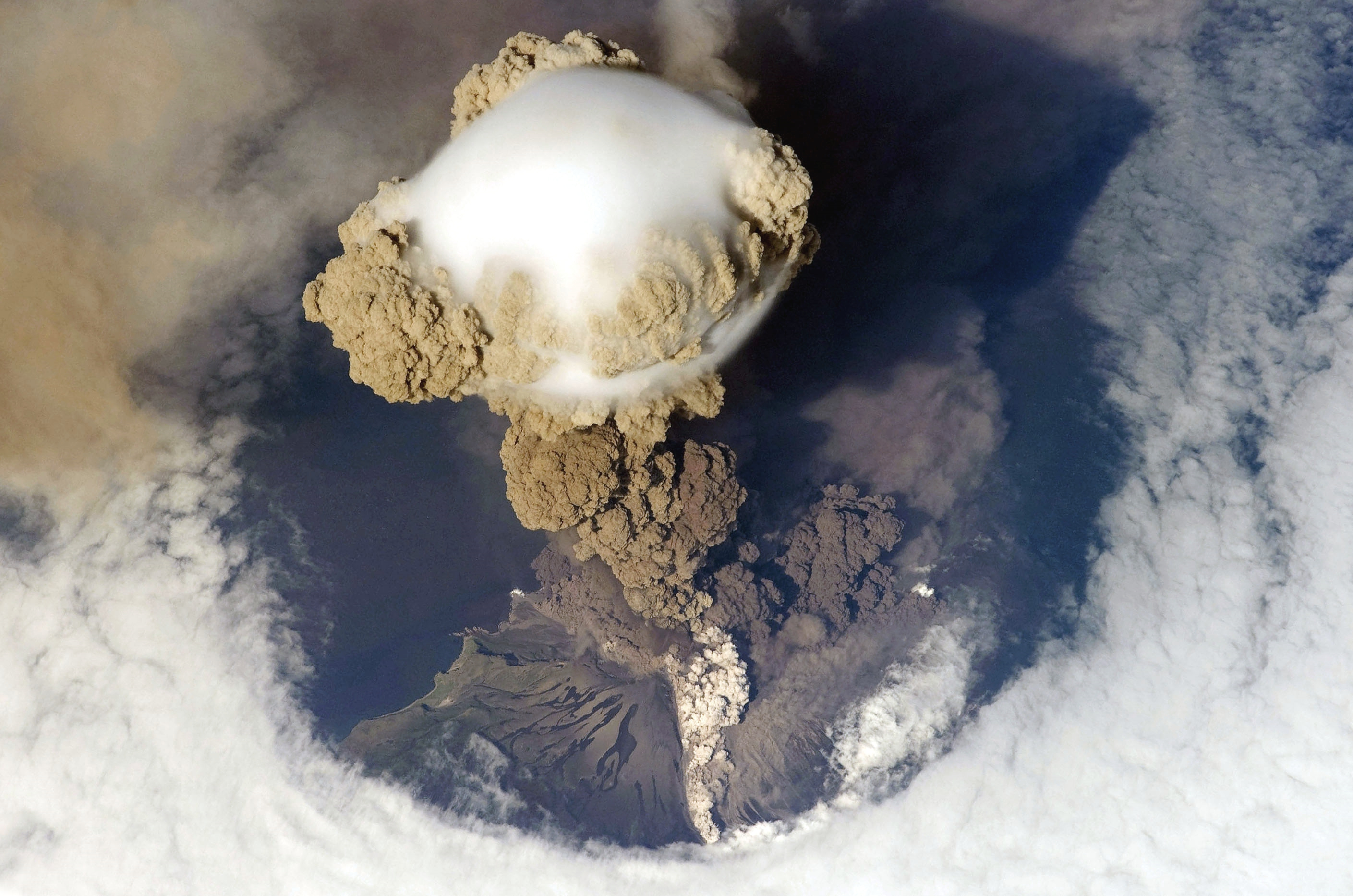
사리체프봉의 분화. 쿠릴 열도는 전체적으로 지각이 불안정하다.

쿠릴 열도는 판의 활동으로 말미암은 열도로 100개의 화산이 있으며 그 중 35개의 화산이 활화산이고 지진이 활발하다. 쿠릴 열도 200km 동쪽에는 쿠릴 해구가 있다. 해안은 바닷말, 바닷물고기와 해달의 서식지이다.
주민으로는 러시아인, 우크라이나인, 벨라루스인, 타타르인, 바시키르인, 모르드바인, 아르메니아인, 사할린 한인, 캄차달인, 윌타인, 니브흐인, 오로치인, 아이누 등 30,000명이 살고 있다. 주민의 대다수가 어업에 종사한다. 북방 영토에 살던 일본인은 제2차 세계대전 후 대부분 일본으로 송환되었다. 하지만 네무로시 주변 쿠릴 열도에는 일본인이 거주한다.
황철광, 유황 등의 자원이 있다. 전략적으로 중요한 위치에 있으며, 경제적으로도 가치가 있다.

## 영토 분쟁
쿠릴 열도 남부는 일본과 러시아 간에 영역 갈등 지역으로서 현재는 러시아가 실효적 지배를 하고 있다. 일본이 쿠릴 열도 남부에 대해 영유권을 주장하고 있다. 이 지역은 석유, 금, 황 등의 해저 지하 자원이 풍부하게 매장되어 있다는 것이 확인되어 경제적 중요도가 높아지고 있다.
일본 정부는 이 열도 남부의 도서군을 소위 북방 영토(北方領土)라고 부르며, 영유권을 주장하고 있다. 러시아는 2012년 10월 22일에 아나톨리 세르듀코프가 캄차카를 방문해서 2년동안 쿠릴 열도의 군사시설을 강화하겠다고 밝혔다.
이 지역에는 원래 아이누, 니브흐인, 윌타인 등 여러 선주민이 거주하고 있었다. 18세기에 러시아인, 일본인이 이 지역으로 들어오기 시작했다. 1875년 상트페테르부르크 조약에서 일본은 사할린섬을 포기하는 대신 쿠릴 열도를 가져가기로 러시아와 합의했다. 일본의 쿠릴 열도 지배는 제2차 세계대전이 터지면서 끝나게 된다. 제2차 세계대전 당시 불가침 조약을 체결한 덕택에 일본 제국은 소비에트 연방의 공격에 대해서 별다른 걱정을 하고 있지 않았다. 그러던 도중, 제2차 세계 대전이 끝난 뒤 소련의 기습적인 침략으로 인해 쿠릴 열도는 소련의 영토가 되었다. 소비에트 연방이 붕괴하고 러시아 연방공화국으로 바뀐 이후에도 이러한 상황은 변화하지 않고 있다. 현재도 일본은 쿠릴 열도 남부에 위치한 북방 영토의 반환을 요구하고 있다.
일본 정부는 러시아 정부와 정상회담을 통해서 쿠릴 열도의 반환을 추진중이지만, 러시아의 반응은 미적지근하다.

## 구성섬
| 북쿠릴 열도(러시아령) - 슘슈섬 - 아틀라소프섬 - 파라무시르섬 - 안치페로바섬 - 마칸루시섬 - 아우오스섬(아보스섬) - 오네코탄섬 - 하림코탄섬 - 예카르마섬 - 치링코탄섬 - 시아시코탄섬 - 로브스키섬 | 중쿠릴 열도(러시아령) - 라이코케섬 - 마투아섬 - 라스슈아섬 - 스레드네고섬 - 우시시르섬 - 케토이섬 - 시무시르섬 - 브로우토나섬 - 초르니예브라티야섬 - 브라트치르포예프섬 - 우루프섬 | 남쿠릴 열도(일본령, 러시아령 여부가 불투명한 영토 분쟁 지역) - 이투루프섬 - 쿠나시르섬 - 시코탄섬 - 하보마이 군도 - 폴론스코고섬 - 젤레니섬 - 유리섬 - 아누치나섬 - 오스콜키섬 - 하르카르섬 - 탄필레바섬 - 시그날니섬 |

## 같이 보기
- 지시마국
- 쿠릴 열도 상륙 작전
- 가라후토청